# Jimmy Kimmel
James Christian «Jimmy» Kimmel (født 13. november 1967 i Brooklyn, New York) er en amerikansk talkshow-vært og komiker.
Han har ledet sit eget talkshow, Jimmy Kimmel Live! på ABC, siden 2003. Talkshowet sendes i Norge på TV 2 Zebra, og programmet har vundet tre Emmy Awards. Kimmel vandt selv en Daytime Emmy i 1999, da han sammen med Ben Stein ledede gameshowet Win Ben Stein's Money på Comedy Central. Hans forbillede er David Letterman, og Kimmel har været gæst hos The Late Show with David Letterman fem gange.